# Labidostomis kantneri
Labidostomis kantneri là một loài bọ cánh cứng trong họ Chrysomelidae. Loài này được Warchalowski miêu tả khoa học năm 2004.